# Погиби (мыс)
По́гиби — мыс в северо-западной части острова Сахалина, на берегу Татарского пролива. Административно находится на территории Охинского городского округа Сахалинской области России.

## Название
Погиби — искажённый вариант нивхского названия По́хо-би, что в переводе на русский означает «место поворота».

## История
Мыс Погиби должен был стать началом Сахалинского тоннеля через Татарский пролив, однако проект не был реализован.